# Fulko IV. (Anjou)

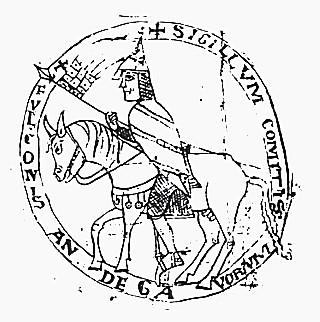
Ein Siegel Fulkos IV. aus dem Jahr 1090

Fulko IV. (franz.: Foulques, engl.: Fulk; * 1043; † 14. April 1109), genannt der Zänker (le Réchin) oder auch der Griesgram, war von 1068 bis zu seinem Tod ein Graf von Anjou und Tours, aus dem Haus Château-Landon. Er war der jüngere Sohn des Grafen Gottfried Ferréol von Gâtinais († 1042/45) und seiner Ehefrau Ermengarde von Anjou († 1076), Tochter des Grafen Fulko III. Nerra von Anjou († 1040).

## Leben
Gemeinsam mit seinem älteren Bruder Gottfried dem Bärtigen trat Fulko in den Dienst seines Onkels mütterlicherseits Graf Gottfried II. Martel von Anjou, von dem Fulko 1060 zu einem Ritter geschlagen wurde. Nachdem der Onkel wenig später gestorben war, übernahm Gottfried der Bärtige dessen umfangreiches Erbe, Fulko betraute er mit der Regierung über die aquitanische Saintonge. Gemeinsam wehrten sie 1062 einen Angriff des Herzogs Wilhelm VIII. von Aquitanien auf dieses Gebiet ab.
Bald lag Fulko im Streit mit seinem Bruder, der sich um den Besitz der bedeutenden Burg von Saumur entzündet hatte. Nachdem Gottfried 1067 exkommuniziert worden war, erhob sich Fulko gegen seinen Bruder und setzte ihn gefangen, musste ihn aber auf Druck der Kirche wieder freilassen. Die beiden Brüder begannen bald ihre Auseinandersetzung aufs Neue, und im Jahr darauf gelang es Fulko nach einem Kampf bei Brissac-Quincé ein weiteres Mal, seinen Bruder gefangen zu setzen, diesmal auf Dauer.
Im Gegensatz zu seinen machtvollen Vorfahren war Fulkos Herrschaft wenig glanzvoll. Wesentliche Teile des Besitzes mussten aufgrund von Gottfrieds schwacher Regierung und dem folgenden Bruderkrieg aufgegeben werden: Die Saintonge ging an den Herzog von Aquitanien verloren, ebenso das väterliche Gâtinais, welches an König Philipp I. abgetreten werden musste, um ihn zu besänftigen. Weiterhin musste Fulko viel Kraft aufwenden, um die Herrschaft über seine eigenen Barone, die sich mehrmals gegen ihn erhoben, aufrechtzuerhalten. Zu ihnen gehörte auch Fulkos ältester Sohn Gottfried, der 1103 Angers einnahm und seinen Vater zwang, ihn an der Regentschaft zu beteiligen.
Ein enges Bündnis ging Fulko mit den Herzögen der Bretagne im Kampf um die Vorherrschaft im Maine gegen die Herzöge der Normandie ein. Dort konnte er seinen Einfluss stärken, nachdem er 1069 den Grafen Hugo V. gegen Robert Kurzhose unterstützte und dabei 1071 ein erstes Mal La Flèche belagerte und 1072 Le Mans eroberte, im Gegenzug zog Roberts Vater Wilhelm der Eroberer mit einem Heer aus England über den Kanal und eroberte im März 1073 Le Mans zurück. 1076 unterstützte Fulko die Bretonen bei der Verteidigung von Dol gegen Wilhelm, der dort eine seiner wenigen Niederlagen hinnehmen musste. Im Maine belagerte Fulko 1081 La Flèche ein zweites Mal, wodurch er Wilhelm ein weiteres Mal über den Kanal nötigte. 1093 unterstützte Fulko den ihm nahestehenden Elias de La Flèche, der sich während der Abwesenheit Roberts Kurzhose im ersten Kreuzzug als Graf in Maine durchsetzen konnte.
Im Jahr 1096 schrieb Fulko eine unvollständig gebliebene Geschichte des Anjou und seiner Herrscher (Fragmentum Historiae Andegavensis), wobei seine Autorschaft und die Authentizität des Werkes umstritten sind. Falls er es selbst schrieb, ist es eines der ersten mittelalterlichen historischen Werke, die von einem Laien geschrieben wurde.

## Ehen und Nachkommen
Fulko hat in seinem Leben bis zu fünf Ehen geschlossen, bei zweien davon sind allerdings Zweifel angebracht.
Seine erste Frau war seit etwa 1068 Hildegarde de Beaugency († vor 1070), Tochter von Lancelin II. de Beaugency. Aus dieser Ehe ging eine Tochter hervor:
- Emengarde (* 1068; † 1. Juni 1146 in Jerusalem, bestattet in Redon)

1. ⚭ 1089 Herzog Wilhelm IX. von Aquitanien († 1127), die Ehe wurde 1090 geschieden
2. ⚭ 1093 Herzog Alain IV. Fergant von Bretagne († 1119)

In zweiter Ehe war Fulko mit Ermengarde von Bourbon verheiratet, Tochter des Herren Archambaud IV. von Bourbon, die Ehe wurde später geschieden. Beider Sohn war:
- Gottfried IV. Martel (* um 1073; † getötet am 19. Mai 1106 vor Candé), Graf von Anjou

In dritter und vierter Ehe war er vermutlich verheiratet mit Ermengarde von Châtelaillon und einer namentlich unbekannten Tochter des Grafen Walter I. von Brienne. Beide Frauen verstieß Fulko nach einiger Zeit möglicherweise aufgrund von zu enger Blutsverwandtschaft.
Seine fünfte Frau war Bertrada von Montfort, die er 1089 heiratete. Diese wurde 1092 von König Philipp I. entführt, der sie noch am 15. Mai des Jahres heiratete, obwohl sie noch nicht von Fulko geschieden war. Sie hinterließ Fulko einen gleichnamigen Sohn:
- Fulko V. der Jüngere (* 1092; † 13. November 1143 in Akkon), Nachfolger als Graf von Anjou und Tours, seit 1131 König von Jerusalem